# Campionati europei a squadre di atletica leggera 2017
I VII Campionati europei a squadre di atletica leggera si sono tenuti a Villeneuve-d'Ascq (area metropolitana di Lilla), in Francia, dal 23 al 25 giugno 2017. La competizione è stata vinta dalla Germania, al secondo posto si è classificata la Polonia, mentre al terzo posto è giunta la Francia. Sono state retrocesse in First League la Bielorussia, i Paesi Bassi e la Russia, quest'ultima a seguito della sospensione della federazione per il doping di Stato, mentre la Svezia, la Finlandia e la Svizzera sono state promosse in Super League.

## Sedi
| Divisione     | Date              | Città             | Nazione   |
| ------------- | ----------------- | ----------------- | --------- |
| Super League  | 23–25 giugno 2017 | Villeneuve-d'Ascq | Francia   |
| First League  | 23–25 giugno 2017 | Vaasa             | Finlandia |
| Second League | 23–25 giugno 2017 | Tel Aviv          | Israele   |
| Third League  | 23–25 giugno 2017 | Marsa             | Malta     |

## Super League

### Classifica
| Pos. | Nazione       | Punti   | Note                       |
| ---- | ------------- | ------- | -------------------------- |
| 1    | Germania      | 321,5   | Oro                        |
| 2    | Polonia       | 295     | Argento                    |
| 3    | Francia       | 270     | Bronzo                     |
| 4    | Gran Bretagna | 269     |                            |
| 5    | Spagna        | 242,5   |                            |
| 6    | Ucraina       | 236,5   |                            |
| 7    | Italia        | 221     |                            |
| 8    | Rep. Ceca     | 214,5   |                            |
| 9    | Grecia        | 196.5   |                            |
| 10   | Bielorussia   | 188,5   | Retrocesse in First League |
| 11   | Paesi Bassi   | 175     | Retrocesse in First League |
| 12   | Russia        | Esclusa | Retrocesse in First League |

### Tabella punti
| Specialità             | Specialità | BLR   | CZE   | FRA | DEU   | GBR | GRC   | ITA | NLD | POL | ESP   | UKR   |
| ---------------------- | ---------- | ----- | ----- | --- | ----- | --- | ----- | --- | --- | --- | ----- | ----- |
| 100 metri              | Uomini     | 1     | 6     | 4   | 10    | 11  | 8     | 5   | 9   | 3   | 7     | 2     |
| 100 metri              | Donne      | 7     | 5     | 11  | 10    | 9   | 6     | 4   | 8   | 0   | 3     | 0     |
| 200 metri              | Uomini     | 1     | 8     | 10  | 5     | 7   | 9     | 2   | 3   | 6   | 4     | 11    |
| 200 metri              | Donne      | 7     | 2     | 4   | 9     | 8   | 11    | 1   | 3   | 10  | 6     | 5     |
| 400 metri              | Uomini     | 2     | 3     | 7   | 6     | 11  | 1     | 9   | 4   | 10  | 8     | 5     |
| 400 metri              | Donne      | 2     | 1     | 4   | 9     | 6   | 5     | 7   | 11  | 8   | 3     | 10    |
| 800 metri              | Uomini     | 7     | 5     | 4   | 3     | 9   | 2     | 10  | 11  | 0   | 6     | 8     |
| 800 metri              | Donne      | 5     | 4     | 2   | 7     | 3   | 6     | 10  | 1   | 8   | 9     | 11    |
| 1.500 metri            | Uomini     | 1     | 7     | 8   | 9     | 10  | 2     | 5   | 4   | 11  | 6     | 3     |
| 1.500 metri            | Donne      | 8     | 5     | 4   | 11    | 3   | 1     | 2   | 6   | 10  | 7     | 9     |
| 3.000 metri            | Uomini     | 1     | 11    | 8   | 7     | 10  | 2     | 6   | 4   | 3   | 9     | 5     |
| 3.000 metri            | Donne      | 4     | 9     | 1   | 10    | 3   | 2     | 6   | 8   | 11  | 7     | 5     |
| 5.000 metri            | Uomini     | 4     | 1     | 6   | 9     | 10  | 3     | 8   | 2   | 7   | 11    | 5     |
| 5.000 metri            | Donne      | 5     | 4     | 8   | 9     | 6   | 1     | 2   | 3   | 7   | 11    | 10    |
| 3.000 metri siepi      | Uomini     | 5     | 2     | 11  | 6     | 8   | 3     | 7   | 4   | 9   | 10    | 1     |
| 3.000 metri siepi      | Donne      | 4     | 7     | 5   | 11    | 10  | 1     | 8   | 2   | 3   | 9     | 6     |
| 110/100 metri ostacoli | Uomini     | 3     | 2     | 10  | 6     | 9   | 7     | 5   | 4   | 8   | 11    | 1     |
| 110/100 metri ostacoli | Donne      | 10    | 2     | 7   | 11    | 6   | 8     | 3   | 0   | 4,5 | 4,5   | 9     |
| 400 metri ostacoli     | Uomini     | 2     | 6     | 7   | 5     | 11  | 1     | 8   | 3   | 9   | 10    | 4     |
| 400 metri ostacoli     | Donne      | 2     | 8     | 6   | 5     | 11  | 4     | 10  | 3   | 7   | 1     | 9     |
| Staffetta 4×100 metri  | Uomini     | 2     | 3     | 9   | 10    | 11  | 4     | 6   | 7   | 5   | 1     | 8     |
| Staffetta 4×100 metri  | Donne      | 3     | 5     | 0   | 11    | 0   | 4     | 8   | 7   | 10  | 6     | 9     |
| Staffetta 4×400 metri  | Uomini     | 1     | 9     | 7   | 6     | 3   | 2     | 5   | 10  | 8   | 11    | 4     |
| Staffetta 4×400 metri  | Donne      | 1     | 2     | 7   | 9     | 8   | 4     | 6   | 5   | 11  | 3     | 10    |
| Salto in alto          | Uomini     | 5     | 2     | 11  | 9     | 3,5 | 7,5   | 10  | 3,5 | 7,5 | 1     | 6     |
| Salto in alto          | Donne      | 4,5   | 8,5   | 1   | 10    | 4,5 | 7     | 8,5 | 2,5 | 11  | 2,5   | 6     |
| Salto con l'asta       | Uomini     | 1     | 8     | 11  | 9,5   | 4   | 5     | 2,5 | 6   | 7   | 9,5   | 2,5   |
| Salto con l'asta       | Donne      | 10    | 8     | 9   | 0     | 6   | 11    | 2   | 7   | 4   | 3     | 5     |
| Salto in lungo         | Uomini     | 4     | 9     | 6   | 2     | 11  | 7     | 5   | 1   | 8   | 10    | 3     |
| Salto in lungo         | Donne      | 4     | 3     | 10  | 11    | 8   | 2     | 6   | 1   | 7   | 5     | 9     |
| Salto triplo           | Uomini     | 6     | 1     | 8   | 11    | 10  | 7     | 3   | 2   | 5   | 9     | 4     |
| Salto triplo           | Donne      | 5     | 8     | 9   | 10    | 3   | 11    | 2   | 1   | 7   | 4     | 6     |
| Getto del peso         | Uomini     | 7     | 11    | 8   | 10    | 2   | 6     | 4   | 1   | 9   | 5     | 3     |
| Getto del peso         | Donne      | 11    | 1     | 7   | 8     | 2   | 3     | 5   | 10  | 9   | 6     | 4     |
| Lancio del disco       | Uomini     | 3     | 4     | 9   | 11    | 7   | 1     | 5   | 8   | 10  | 6     | 2     |
| Lancio del disco       | Donne      | 1     | 7     | 11  | 10    | 2   | 9     | 6   | 3   | 5   | 4     | 8     |
| Lancio del martello    | Uomini     | 10    | 0     | 8   | 5     | 9   | 4     | 6   | 2   | 11  | 3     | 7     |
| Lancio del martello    | Donne      | 11    | 5     | 8   | 4     | 7   | 2     | 3   | 1   | 10  | 6     | 9     |
| Lancio del giavellotto | Uomini     | 8     | 11    | 2   | 9     | 4   | 10    | 5   | 3   | 7   | 1     | 6     |
| Lancio del giavellotto | Donne      | 10    | 11    | 2   | 8     | 3   | 7     | 5   | 1   | 9   | 4     | 6     |
| Paese                  | Paese      | BLR   | CZE   | FRA | DEU   | GBR | GRC   | ITA | NLD | POL | ESP   | UKR   |
| Totale                 | Totale     | 188,5 | 214,5 | 270 | 321,5 | 269 | 196,5 | 221 | 175 | 295 | 242,5 | 236,5 |

### Risultati

#### Uomini
| Specialità | Oro                                                                             | Prestazione | Argento                                                                           | Prestazione | Bronzo                                                                     | Prestazione                        |
| Corse piane |                                                                                 |             |                                                                                   |             |                                                                            |                                    |
| 100 metri | Harry Aikines-Aryeetey Gran Bretagna                                            | 10"21       | Julian Reus Germania                                                              | 10"27       | Churandy Martina Paesi Bassi                                               | 10"30                              |
| 200 metri | Serhij Smelyk Ucraina                                                           | 20"53       | Mickael-Meba Zeze Francia                                                         | 20"57       | Lykourgos-Stefanos Tsakonas Grecia                                         | 20"59                              |
| 400 metri | Dwayne Cowan Gran Bretagna                                                      | 45"46       | Rafał Omelko Polonia                                                              | 45"53       | Davide Re Italia                                                           | 45"56                              |
| 800 metri | Thijmen Kupers Paesi Bassi                                                      | 1'47"18     | Giordano Benedetti Italia                                                         | 1'47"94     | James Bowness Gran Bretagna                                                | 1'48"19                            |
| 1.500 metri | Marcin Lewandowski Polonia                                                      | 3'53"40     | Jake Wightman Gran Bretagna                                                       | 3'53"72     | Timo Benitz Germania                                                       | 3'54"28                            |
| 3.000 metri | Jakub Holuša Rep. Ceca                                                          | 7'57"60     | Marc Scott Gran Bretagna                                                          | 7'58"52     | Carlos Mayo Spagna                                                         | 7'58"97                            |
| 5.000 metri | Antonio Abadía Spagna                                                           | 13'59"40    | Nick Goolab Gran Bretagna                                                         | 13'59"72    | Amanal Petros Germania                                                     | 13'59"83                           |
| Corse a ostacoli |                                                                                 |             |                                                                                   |             |                                                                            |                                    |
| 3000 metri siepi | Mahiedine Mekhissi-Benabbad Francia                                             | 8'26"71     | Sebastián Martos Spagna                                                           | 8'27"46     | Krystian Zalewski Polonia                                                  | 8'33"02                            |
| 110 metri ostacoli | Orlando Ortega Spagna                                                           | 13"20 =     | Aurel Manga Francia                                                               | 13"35       | David Omoregie Gran Bretagna                                               | 13"36                              |
| 400 metri ostacoli | Jack Green Gran Bretagna                                                        | 49"47       | Sérgio Fernández Spagna                                                           | 49"72       | Patryk Dobek Polonia                                                       | 49"79                              |
| Staffette |                                                                                 |             |                                                                                   |             |                                                                            |                                    |
| Staffetta 4x100 m | Gran Bretagna Chijindu Ujah Zharnel Hughes Daniel Talbot Harry Aikines-Aryeetey | 38"08       | Germania Julian Reus Robert Hering Roy Schmidt Aleixo-Platini Menga               | 38"30       | Francia Ben Bassaw Gautier Dautremer Mickael-Meba Zeze Guy-Elphège Anouman | 38"68                              |
| Staffetta 4x400 m | Spagna Óscar Husillos Lucas Búa Darwin Andrés Echeverry Samuel García           | 3'02"32     | Paesi Bassi Maarten Stuivenberg Liemarvin Bonevacia Terrence Agard Bjorn Blauwhof | 3'02"37     | Rep. Ceca Jan Tesař Pavel Maslák Vít Müller Patrik Šorm                    | 3'03"31                            |
| Salti |                                                                                 |             |                                                                                   |             |                                                                            |                                    |
| Salto in alto | Mickaël Hanany Francia                                                          | 2,26 m      | Marco Fassinotti Italia                                                           | 2,22 m      | Eike Onnen Germania                                                        | 2,22 m                             |
| Salto con l'asta | Renaud Lavillenie Francia                                                       | 5,80 m      | Igor Bychkov Spagna Hendrik Gruber Germania                                       | 5,55 m      | Non assegnata per ex aequo argento                                         | Non assegnata per ex aequo argento |
| Salto in lungo | Dan Bramble Gran Bretagna                                                       | 8,00 m      | Eusebio Cáceres Spagna                                                            | 7,96 m      | Radek Juška Rep. Ceca                                                      | 7,86 m                             |
| Salto triplo | Max Heß Germania                                                                | 17,02 m     | Ben Williams Gran Bretagna                                                        | 16,73 m     | Pablo Torrijos Spagna                                                      | 16,71 m                            |
| Lanci |                                                                                 |             |                                                                                   |             |                                                                            |                                    |
| Getto del peso | Tomáš Staněk Rep. Ceca                                                          | 21,63 m     | David Storl Germania                                                              | 21,23 m     | Konrad Bukowiecki Polonia                                                  | 20,83 m                            |
| Lancio del disco | Robert Harting Germania                                                         | 66,30 m     | Robert Urbanek Polonia                                                            | 66,25 m     | Lolassonn Djouhan Francia                                                  | 64,35 m                            |
| Lancio del martello | Paweł Fajdek Polonia                                                            | 78,29 m     | Pavel Bareisha Bielorussia                                                        | 77,52 m     | Nick Miller Gran Bretagna                                                  | 76,65 m                            |
| Lancio del giavellotto | Jakub Vadlejch Rep. Ceca                                                        | 87,95 m     | Iōannīs Kyriazīs Grecia                                                           | 86,33 m     | Thomas Röhler Germania                                                     | 84,22 m                            |
| miglior prestazione mondiale under 20; miglior prestazione mondiale stagionale under 20; record europeo; miglior prestazione europea stagionale; record europeo under 20; record europeo stagionale under 20; record dei campionati; record nazionale; record nazionale under 20; record nazionale under 18; record personale; record personale stagionale. |                                                                                 |             |                                                                                   |             |                                                                            |                                    |

#### Donne
| Specialità | Oro                                                                            | Prestazione | Argento                                                                   | Prestazione | Bronzo                                                                 | Prestazione |
| Corse piane |                                                                                |             |                                                                           |             |                                                                        |             |
| 100 metri | Carolle Zahi Francia                                                           | 11"19       | Gina Lückenkemper Germania                                                | 11"35       | Corinne Humphreys Gran Bretagna                                        | 11"50       |
| 200 metri | María Belibasáki Grecia                                                        | 22"76       | Anna Kiełbasińska Polonia                                                 | 22"93       | Rebekka Haase Germania                                                 | 22"98       |
| 400 metri | Lisanne de Witte Paesi Bassi                                                   | 51"71       | Ol'ha Zemljak Ucraina                                                     | 51"88       | Laura Müller Germania                                                  | 52"09       |
| 800 metri | Ol'ha Ljachova Ucraina                                                         | 2'03"09     | Yusneysi Santiusti Italia                                                 | 2'03"56     | Esther Guerrero Spagna                                                 | 2'03"70     |
| 1.500 metri | Konstanze Klosterhalfen Germania                                               | 4'09"57     | Angelika Cichocka Polonia                                                 | 4'12"16     | Natalija Pryščepa Ucraina                                              | 4'13"51     |
| 3.000 metri | Sofia Ennaoui Polonia                                                          | 9'01"24     | Hanna Klein Germania                                                      | 9'01"64     | Simona Vrzalová Rep. Ceca                                              | 9'02"77     |
| 5.000 metri | Ana Lozano Spagna                                                              | 15'18"40    | Julija Šmatenko Ucraina                                                   | 15'30"36    | Alina Reh Germania                                                     | 15'32"50    |
| Corse a ostacoli |                                                                                |             |                                                                           |             |                                                                        |             |
| 3000 metri siepi | Gesa Felicitas Krause Germania                                                 | 9'27"02     | Lennie Waite Gran Bretagna                                                | 9'43"33     | Irene Sánchez Spagna                                                   | 9'43"51     |
| 100 metri ostacoli | Pamela Dutkiewicz Germania                                                     | 12"75       | Alina Talaj Bielorussia                                                   | 12"91       | Hanna Ploticyna Ucraina                                                | 13"05       |
| 400 metri ostacoli | Eilidh Doyle Gran Bretagna                                                     | 54"60       | Yadisleidy Pedroso Italia                                                 | 55"39       | Olena Kolesničenko Ucraina                                             | 55"51       |
| Staffette |                                                                                |             |                                                                           |             |                                                                        |             |
| Staffetta 4x100 m | Germania Lara Matheis Alexandra Burghardt Gina Lückenkemper Rebekka Haase      | 42"47       | Polonia Kamila Ciba Marika Popowicz-Drapała Anna Kiełbasińska Ewa Swoboda | 43"07       | Ucraina Olesja Povch Hrystyna Stuj Jana Kačur Jelyzaveta Bryzhina      | 43"09       |
| Staffetta 4x400 m | Polonia Iga Baumgart Patrycja Wyciszkiewicz Martyna Dąbrowska Małgorzata Hołub | 3'27"60     | Ucraina Kateryna Klymjuk Ol'ha Ljachova Anastasija Bryzhina Ol'ha Zemljak | 3'28"02     | Germania Laura Müller Nadine Gonska Hannah Mergenthaler Ruth Spelmeyer | 3'28"47     |
| Salti |                                                                                |             |                                                                           |             |                                                                        |             |
| Salto in alto | Kamila Lićwinko Polonia                                                        | 1,97 m      | Marie-Laurence Jungfleisch Germania                                       | 1,97 m      | Michaela Hrubá Rep. Ceca Alessia Trost Italia                          | 1,94 m      |
| Salto con l'asta | Katerina Stefanidi Grecia                                                      | 4,70 m      | Iryna Žuk Bielorussia                                                     | 4,60 m      | Ninon Guillon-Romarin Francia                                          | 4,45 m      |
| Salto in lungo | Claudia Salman Germania                                                        | 6,66 m      | Rougui Sow Francia                                                        | 6,45 m      | Maryna Bekh Ucraina                                                    | 6,43 m      |
| Salto triplo | Paraskeví Papahrístou Grecia                                                   | 14,24 m     | Kristin Gierisch Germania                                                 | 14,11 m     | Jeanine Assani Issouf Francia                                          | 14,00 m     |
| Lanci |                                                                                |             |                                                                           |             |                                                                        |             |
| Getto del peso | Alëna Dubickaja Bielorussia                                                    | 18,39 m     | Melissa Boekelman Paesi Bassi                                             | 17,72 m     | Paulina Guba Polonia                                                   | 17,67 m     |
| Lancio del disco | Mélina Robert-Michon Francia                                                   | 62,62 m     | Nadine Müller Germania                                                    | 62,57 m     | Hrisoula Anagnostopoulou Grecia                                        | 59,28 m     |
| Lancio del martello | Hanna Malyščyk Bielorussia                                                     | 74,56 m     | Malwina Kopron Polonia                                                    | 73,06 m     | Al'ona Šamotina Ucraina                                                | 70,02 m     |
| Lancio del giavellotto | Barbora Špotáková Rep. Ceca                                                    | 65,14 m     | Taccjana Chaladovič Bielorussia                                           | 64,60 m     | Marcelina Witek Polonia                                                | 60,98 m     |
| miglior prestazione mondiale under 20; miglior prestazione mondiale stagionale under 20; record europeo; miglior prestazione europea stagionale; record europeo under 20; record europeo stagionale under 20; record dei campionati; record nazionale; record nazionale under 20; record nazionale under 18; record personale; record personale stagionale. |                                                                                |             |                                                                           |             |                                                                        |             |

## First League

### Classifica
| Pos. | Nazione    | Punti | Note                        |
| ---- | ---------- | ----- | --------------------------- |
| 1    | Svezia     | 320,5 | Promosse in Super League    |
| 2    | Finlandia  | 314,5 | Promosse in Super League    |
| 3    | Svizzera   | 305,5 | Promosse in Super League    |
| 4    | Turchia    | 302   |                             |
| 5    | Portogallo | 285   |                             |
| 6    | Norvegia   | 272,5 |                             |
| 7    | Romania    | 246   |                             |
| 8    | Irlanda    | 238   |                             |
| 9    | Belgio     | 232,5 |                             |
| 10   | Estonia    | 203   | Retrocesse in Second League |
| 11   | Bulgaria   | 193,5 | Retrocesse in Second League |
| 12   | Danimarca  | 187   | Retrocesse in Second League |

### Tabella punti
| Specialità             | Specialità | BEL   | BGR   | DNK | EST | FIN   | IRL | NOR   | PRT | ROU | SWE   | CHE   | TUR |
| ---------------------- | ---------- | ----- | ----- | --- | --- | ----- | --- | ----- | --- | --- | ----- | ----- | --- |
| 100 metri              | Uomini     | 6     | 9     | 2   | 1   | 8     | 3   | 12    | 7   | 4   | 10    | 5     | 11  |
| 100 metri              | Donne      | 4     | 0     | 8   | 2   | 9     | 11  | 7     | 10  | 3   | 5     | 12    | 6   |
| 200 metri              | Uomini     | 3     | 7     | 2   | 1   | 10    | 5   | 4     | 9   | 6   | 8     | 11    | 12  |
| 200 metri              | Donne      | 8     | 12    | 1   | 2   | 9     | 6   | 7     | 10  | 4   | 3     | 11    | 5   |
| 400 metri              | Uomini     | 10    | 1     | 5   | 4   | 2     | 12  | 8     | 6   | 7   | 3     | 9     | 11  |
| 400 metri              | Donne      | 9     | 5     | 1   | 3   | 4     | 8   | 7     | 10  | 11  | 6     | 12    | 2   |
| 800 metri              | Uomini     | 7     | 1     | 11  | 5   | 4     | 12  | 9     | 3   | 2   | 10    | 6     | 8   |
| 800 metri              | Donne      | 1     | 2     | 4   | 9   | 8     | 5   | 10    | 3   | 6   | 12    | 11    | 7   |
| 1.500 metri            | Uomini     | 12    | 7     | 9   | 4   | 6     | 8   | 3     | 1   | 5   | 10    | 2     | 11  |
| 1.500 metri            | Donne      | 7     | 1     | 9   | 3   | 5     | 4   | 6     | 8   | 12  | 11    | 2     | 10  |
| 3.000 metri            | Uomini     | 3     | 2     | 5   | 1   | 4     | 8   | 10    | 12  | 6   | 7     | 9     | 11  |
| 3.000 metri            | Donne      | 7     | 5     | 2   | 1   | 6     | 9   | 8     | 3   | 4   | 12    | 11    | 10  |
| 5.000 metri            | Uomini     | 7     | 3     | 2   | 1   | 5     | 4   | 8     | 9   | 6   | 10    | 11    | 12  |
| 5.000 metri            | Donne      | 3     | 2     | 6   | 1   | 8     | 7   | 5     | 4   | 11  | 9     | 12    | 10  |
| 3.000 metri siepi      | Uomini     | 1     | 11    | 12  | 9   | 10    | 2   | 8     | 7   | 4   | 5     | 3     | 6   |
| 3.000 metri siepi      | Donne      | 2     | 3     | 11  | 1   | 9     | 6   | 4     | 5   | 7   | 8     | 12    | 10  |
| 110/100 metri ostacoli | Uomini     | 7     | 4     | 12  | 6   | 11    | 0   | 2     | 10  | 9   | 5     | 8     | 3   |
| 110/100 metri ostacoli | Donne      | 10    | 2     | 1   | 11  | 7     | 5   | 6     | 4   | 9   | 8     | 12    | 3   |
| 400 metri ostacoli     | Uomini     | 6     | 1     | 4   | 9   | 7     | 8   | 12    | 5   | 2   | 3     | 10    | 11  |
| 400 metri ostacoli     | Donne      | 9     | 2     | 1   | 3   | 8     | 4   | 11    | 10  | 5   | 7     | 12    | 6   |
| Staffetta 4×100 metri  | Uomini     | 3     | 6     | 0   | 8   | 7     | 5   | 10    | 11  | 9   | 0     | 12    | 4   |
| Staffetta 4×100 metri  | Donne      | 10    | 0     | 0   | 7   | 0     | 11  | 4     | 9   | 5   | 8     | 12    | 6   |
| Staffetta 4×400 metri  | Uomini     | 12    | 2     | 0   | 6   | 4     | 11  | 8     | 3   | 5   | 9     | 7     | 10  |
| Staffetta 4×400 metri  | Donne      | 6     | 3     | 2   | 5   | 7     | 11  | 0     | 9   | 12  | 8     | 10    | 4   |
| Salto in alto          | Uomini     | 2     | 12    | 9,5 | 4   | 11    | 3   | 5     | 9,5 | 7   | 6     | 1     | 8   |
| Salto in alto          | Donne      | 3,5   | 10    | 1   | 5,5 | 7,5   | 9   | 3,5   | 5,5 | 11  | 12    | 7,5   | 2   |
| Salto con l'asta       | Uomini     | 0     | 2     | 8,5 | 4   | 10    | 3   | 11    | 12  | 5   | 8,5   | 6     | 7   |
| Salto con l'asta       | Donne      | 6     | 2,5   | 6   | 2,5 | 11    | 1   | 4     | 10  | 6   | 8     | 12    | 9   |
| Salto in lungo         | Uomini     | 7     | 2     | 1   | 4   | 11    | 9   | 10    | 8   | 3   | 12    | 5     | 6   |
| Salto in lungo         | Donne      | 2     | 4     | 7   | 5   | 8     | 9   | 10    | 11  | 6   | 12    | 3     | 1   |
| Salto triplo           | Uomini     | 5     | 11    | 7   | 6   | 12    | 3   | 1     | 4   | 2   | 8     | 10    | 9   |
| Salto triplo           | Donne      | 2     | 11    | 0   | 8   | 9     | 7   | 3     | 12  | 10  | 6     | 5     | 4   |
| Getto del peso         | Uomini     | 7     | 9     | 1   | 4   | 10    | 2   | 5     | 12  | 8   | 6     | 3     | 11  |
| Getto del peso         | Donne      | 8     | 11    | 4   | 9   | 5     | 3   | 6     | 2   | 7   | 10    | 1     | 12  |
| Lancio del disco       | Uomini     | 11    | 3     | 7   | 5   | 9     | 6   | 10    | 2   | 8   | 12    | 1     | 4   |
| Lancio del disco       | Donne      | 8     | 6     | 9   | 10  | 11    | 2   | 3     | 12  | 0   | 4     | 7     | 5   |
| Lancio del martello    | Uomini     | 1     | 8     | 3   | 5   | 12    | 7   | 10    | 6   | 2   | 9     | 3     | 11  |
| Lancio del martello    | Donne      | 5     | 1     | 3   | 9   | 10    | 2   | 7     | 4   | 8   | 11    | 6     | 12  |
| Lancio del giavellotto | Uomini     | 6     | 7     | 2   | 11  | 12    | 3   | 5     | 1   | 10  | 9     | 4     | 8   |
| Lancio del giavellotto | Donne      | 4     | 1     | 6   | 12  | 8     | 2   | 9     | 3   | 5   | 10    | 7     | 11  |
| Paese                  | Paese      | BEL   | BGR   | DNK | EST | FIN   | IRL | NOR   | PRT | ROU | SWE   | CHE   | TUR |
| Totale                 | Totale     | 232,5 | 193,5 | 187 | 203 | 314,5 | 238 | 272,5 | 285 | 246 | 320,5 | 305,5 | 302 |

### Risultati

#### Uomini
| Specialità | Oro                                                                       | Prestazione | Argento                                                               | Prestazione | Bronzo                                                                                         | Prestazione |
| Corse piane |                                                                           |             |                                                                       |             |                                                                                                |             |
| 100 metri | Jonathan Quarcoo Norvegia                                                 | 10"35       | Emre Zafer Barnes Turchia                                             | 10"36       | Austin Hamilton Svezia                                                                         | 10"51       |
| 200 metri | Ramil Guliyev Turchia                                                     | 20"20       | Alex Wilson Svizzera                                                  | 20"55       | Samuel Purola Finlandia                                                                        | 20"84       |
| 400 metri | Brian Gregan Irlanda                                                      | 45"83       | Batuhan Altıntaş Turchia                                              | 46"37       | Dylan Borlée Belgio                                                                            | 46"56       |
| 800 metri | Mark English Irlanda                                                      | 1'49"02     | Andreas Bube Danimarca                                                | 1'49"14     | Andreas Kramer Svezia                                                                          | 1'49"57     |
| 1.500 metri | Peter Callahan Belgio                                                     | 3'59"09     | Levent Ates Turchia                                                   | 4'00"13     | Andreas Almgren Svezia                                                                         | 4'00"38     |
| 3.000 metri | Hélio Gomes Portogallo                                                    | 7'55"94     | Ali Kaya Turchia                                                      | 7'59"54     | Per Svela Norvegia                                                                             | 8'02"17     |
| 5.000 metri | Ali Kaya Turchia                                                          | 13'36"75    | Julien Wanders Svizzera                                               | 13'56"34    | Jonas Leandersson Svezia                                                                       | 14'06"00    |
| Corse a ostacoli |                                                                           |             |                                                                       |             |                                                                                                |             |
| 3000 metri siepi | Ole Hesselbjerg Danimarca                                                 | 8'37"02     | Mitko Tsenov Bulgaria                                                 | 8'37"47     | Topi Raitanen Finlandia                                                                        | 8'39"89     |
| 110 metri ostacoli | Andreas Martinsen Danimarca                                               | 13"64       | Elmo Lakka Finlandia                                                  | 13"86       | Hélio Vaz Portogallo                                                                           | 14"23       |
| 400 metri ostacoli | Karsten Warholm Norvegia                                                  | 48"46       | Yasmani Copello Turchia                                               | 49"17       | Kariem Hussein Svizzera                                                                        | 49"30       |
| Staffette |                                                                           |             |                                                                       |             |                                                                                                |             |
| Staffetta 4x100 m | Svizzera Suganthan Somasundaram Pascal Mancini Alex Wilson Sylvain Chuard | 39"65       | Portogallo Diogo Antunes David Lima Ricardo Pereira Carlos Nascimento | 39"89       | Norvegia Jonas Tapani Halonen Jonathan Quarcoo Mathias Hove Johansen Øyvind Strømmen Kjerpeset | 39"91       |
| Staffetta 4x400 m | Svizzera Suganthan Somasundaram Pascal Mancini Alex Wilson Sylvain Chuard | 3'04"87     | Irlanda Christopher O'Donnell Brian Gregan Thomas Barr Mark English   | 3'05"08     | Belgio Alexander Doom Robin Vanderbemden Jonathan Sacoor Michael Rossaert                      | 3'08"01     |
| Salti |                                                                           |             |                                                                       |             |                                                                                                |             |
| Salto in alto | Tihomir Ivanov Bulgaria                                                   | 2,30 m      | Samuli Eriksson Finlandia                                             | 2,15 m      | Paulo Conceição Portogallo                                                                     | 2,15 m      |
| Salto con l'asta | Diogo Ferreira Portogallo                                                 | 5,45 m      | Eirik Greibrokk Dolve Norvegia                                        | 5,30 m      | Urho Kujanpää Finlandia                                                                        | 5,30 m      |
| Salto in lungo | Michel Tornéus Svezia                                                     | 7,85 m      | Kristian Pulli Finlandia                                              | 7,76 m      | Ingar Kiplesund Norvegia                                                                       | 7,74 m      |
| Salto triplo | Simo Lipsanen Finlandia                                                   | 16,75 m     | Georgi Conov Bulgaria                                                 | 16,24 m     | Nils Wicki Svizzera                                                                            | 15,70 m     |
| Lanci |                                                                           |             |                                                                       |             |                                                                                                |             |
| Getto del peso | Tsanko Arnaudov Portogallo                                                | 21,56 m     | Osman Özdeveci Turchia                                                | 19,27 m     | Arttu Kangas Finlandia                                                                         | 19,25 m     |
| Lancio del disco | Daniel Ståhl Svezia                                                       | 66,41 m     | Philip Milanov Belgio                                                 | 63,27 m     | Sven Martin Skagestad Norvegia                                                                 | 61,35 m     |
| Lancio del martello | David Söderberg Finlandia                                                 | 72,36 m     | Eşref Apak Turchia                                                    | 71,53 m     | Eivind Henriksen Norvegia                                                                      | 71,33 m     |
| Lancio del giavellotto | Tero Pitkämäki Finlandia                                                  | 88,27 m     | Magnus Kirt Estonia                                                   | 83,60 m     | Alexandru Novac Romania                                                                        | 81,53 m     |
| miglior prestazione mondiale under 20; miglior prestazione mondiale stagionale under 20; record europeo; miglior prestazione europea stagionale; record europeo under 20; record europeo stagionale under 20; record dei campionati; record nazionale; record nazionale under 20; record nazionale under 18; record personale; record personale stagionale. |                                                                           |             |                                                                       |             |                                                                                                |             |

#### Donne
| Specialità | Oro                                                                   | Prestazione | Argento                                                         | Prestazione | Bronzo                                                           | Prestazione |
| Corse piane |                                                                       |             |                                                                 |             |                                                                  |             |
| 100 metri | Mujinga Kambundji Svizzera                                            | 11"45       | Amy Foster Irlanda                                              | 11"70       | Lorène Bazolo Portogallo                                         | 11"74       |
| 200 metri | Ivet Lalova-Collio Bulgaria                                           | 23"33       | Cornelia Halbheer Svizzera                                      | 23"76       | Lorène Bazolo Portogallo                                         | 23"76       |
| 400 metri | Léa Sprunger Svizzera                                                 | 51"61       | Bianca Razor Romania                                            | 52"22       | Cátia Azevedo Portogallo                                         | 52"76       |
| 800 metri | Lovisa Lindh Svezia                                                   | 2'02"36     | Selina Büchel Svizzera                                          | 2'02"85     | Hedda Hynne Norvegia                                             | 2'03"68     |
| 1.500 metri | Claudia Bobocea Romania                                               | 4'14"50     | Meraf Bahta Svezia                                              | 4'14"51     | Meryem Akdağ Turchia                                             | 4'16"60     |
| 3.000 metri | Linn Nilsson Svezia                                                   | 9'08"97     | Delia Sclabas Svizzera                                          | 9'09"33     | Özlem Kaya Turchia                                               | 9'12"09     |
| 5.000 metri | Fabienne Schlumpf Svizzera                                            | 15'47"29    | Roxana Bârcă Romania                                            | 15'49"59    | Esma Aydemir Turchia                                             | 15'50"23    |
| Corse a ostacoli |                                                                       |             |                                                                 |             |                                                                  |             |
| 3000 metri siepi | Fabienne Schlumpf Svizzera                                            | 9'38"08     | Anna-Emilie Møller Danimarca                                    | 9'39"72     | Tuğba Güvenç Turchia                                             | 9'41"03     |
| 100 metri ostacoli | Noemi Zbären Svizzera                                                 | 13"28       | Grit Šadeiko Estonia                                            | 13"32       | Anne Zagré Belgio                                                | 13"36       |
| 400 metri ostacoli | Petra Fontanive Svizzera                                              | 55"53       | Amalie Iuel Norvegia                                            | 55"68       | Vera Barbosa Portogallo                                          | 56"93       |
| Staffette |                                                                       |             |                                                                 |             |                                                                  |             |
| Staffetta 4x100 m | Svizzera Ajla Del Ponte Samantha Dagry Mujinga Kambundji Salomé Kora  | 43"77       | Irlanda Amy Foster Sharlene Mawdsley Niamh Whelan Ciara Neville | 44"80       | Belgio Hanne Claus Camille Laus Imke Vervaet Manon Depuydt       | 45"15       |
| Staffetta 4x400 m | Romania Camelia Florina Gal Andrea Miklós Adelina Pastor Bianca Răzor | 3'31"83     | Irlanda Sinéad Denny Phil Healy Jenna Bromell Sharlene Mawdsley | 3'32"65     | Svizzera Petra Fontanive Léa Sprunger Yasmin Giger Selina Büchel | 3'33"10     |
| Salti |                                                                       |             |                                                                 |             |                                                                  |             |
| Salto in alto | Sofie Skoog Svezia                                                    | 1,90 m      | Ligia Bara Romania                                              | 1,80 m      | Mirela Demireva Bulgaria                                         | 1,80 m      |
| Salto con l'asta | Nicole Büchler Svizzera                                               | 4,55 m      | Minna Nikkanen Finlandia                                        | 4,30 m      | Catia Pereira Portogallo                                         | 4,15 m      |
| Salto in lungo | Khaddi Sagnia Svezia                                                  | 6,52 m      | Evelise Veiga Portogallo                                        | 6,36 m      | Nadia Akpana Assa Norvegia                                       | 6,28 m      |
| Salto triplo | Patrícia Mamona Portogallo                                            | 14,02 m     | Gabriela Petrova Bulgaria                                       | 13,98 m     | Elena Panțuroiu Romania                                          | 13,80 m     |
| Lanci |                                                                       |             |                                                                 |             |                                                                  |             |
| Getto del peso | Emel Dereli Turchia                                                   | 17,97 m     | Radoslava Mavrodieva Bulgaria                                   | 17,81 m     | Fanny Roos Svezia                                                | 17,45 m     |
| Lancio del disco | Irina Rodrigues Portogallo                                            | 59,62 m     | Salla Sipponen Finlandia                                        | 54,97 m     | Kätlin Tõllasson Estonia                                         | 52,37 m     |
| Lancio del martello | Kıvılcım Kaya Turchia                                                 | 69,75 m     | Ida Storm Svezia                                                | 69,12 m     | Merja Korpela Finlandia                                          | 67,58 m     |
| Lancio del giavellotto | Liina Laasma Estonia                                                  | 57,93 m     | Eda Tuğsuz Turchia                                              | 57,48 m     | Sofi Flink Svezia                                                | 54,93 m     |
| miglior prestazione mondiale under 20; miglior prestazione mondiale stagionale under 20; record europeo; miglior prestazione europea stagionale; record europeo under 20; record europeo stagionale under 20; record dei campionati; record nazionale; record nazionale under 20; record nazionale under 18; record personale; record personale stagionale. |                                                                       |             |                                                                 |             |                                                                  |             |

## Second League

### Classifica
| Pos. | Nazione    | Punti | Note                       |
| ---- | ---------- | ----- | -------------------------- |
| 1    | Ungheria   | 372,5 | Promosse in First League   |
| 2    | Slovacchia | 306,5 | Promosse in First League   |
| 3    | Lituania   | 298,5 | Promosse in First League   |
| 4    | Slovenia   | 296   |                            |
| 5    | Cipro      | 258   |                            |
| 6    | Lettonia   | 258   |                            |
| 7    | Croazia    | 253,5 |                            |
| 8    | Israele    | 242   |                            |
| 9    | Austria    | 240,5 |                            |
| 10   | Serbia     | 238,5 | Retrocesse in Third League |
| 11   | Islanda    | 181,5 | Retrocesse in Third League |
| 12   | Moldavia   | 168,5 | Retrocesse in Third League |

### Tabella punti
| Specialità             | Specialità | AUT   | HRV   | CYP | HUN   | ISL   | ISR | LVA | LTU   | MDA   | SRB   | SVK   | SVN |
| ---------------------- | ---------- | ----- | ----- | --- | ----- | ----- | --- | --- | ----- | ----- | ----- | ----- | --- |
| 100 metri              | Uomini     | 7     | 10    | 2   | 8     | 6     | 9   | 3   | 11    | 1     | 5     | 12    | 4   |
| 100 metri              | Donne      | 12    | 1     | 7   | 6     | 3     | 9   | 8   | 5     | 4     | 11    | 10    | 2   |
| 200 metri              | Uomini     | 3     | 6     | 1   | 7     | 8     | 10  | 9   | 4     | 2     | 5     | 11    | 12  |
| 200 metri              | Donne      | 8     | 3     | 12  | 4     | 2     | 6   | 9   | 5     | 1     | 7     | 11    | 10  |
| 400 metri              | Uomini     | 5     | 9     | 3   | 8     | 2     | 10  | 11  | 7     | 1     | 4     | 6     | 12  |
| 400 metri              | Donne      | 4     | 5     | 11  | 6     | 3     | 1   | 7   | 8     | 2     | 10    | 12    | 9   |
| 800 metri              | Uomini     | 6     | 8     | 2   | 9     | 3     | 1   | 4   | 11    | 7     | 5     | 10    | 12  |
| 800 metri              | Donne      | 7     | 2     | 9   | 11    | 12    | 1   | 3   | 10    | 4     | 6     | 8     | 5   |
| 1.500 metri            | Uomini     | 9     | 1     | 6   | 10    | 2     | 7   | 8   | 12    | 3     | 5     | 11    | 4   |
| 1.500 metri            | Donne      | 8     | 7     | 9   | 10    | 2     | 6   | 3   | 11    | 1     | 12    | 4     | 5   |
| 3.000 metri            | Uomini     | 9     | 8     | 10  | 12    | 3     | 6   | 7   | 11    | 2     | 1     | 4     | 5   |
| 3.000 metri            | Donne      | 4     | 9     | 7   | 11    | 2     | 8   | 3   | 6     | 5     | 12    | 1     | 10  |
| 5.000 metri            | Uomini     | 6     | 4     | 12  | 11    | 5     | 8   | 9   | 2     | 3     | 1     | 10    | 7   |
| 5.000 metri            | Donne      | 3     | 10    | 7   | 12    | 4     | 11  | 5   | 6     | 2     | 9     | 1     | 8   |
| 3.000 metri siepi      | Uomini     | 6     | 2     | 7   | 11    | 5     | 9   | 10  | 12    | 8     | 4     | 3     | 1   |
| 3.000 metri siepi      | Donne      | 6     | 10    | 8   | 12    | 5     | 11  | 1   | 9     | 2     | 4     | 7     | 3   |
| 110/100 metri ostacoli | Uomini     | 8     | 1     | 12  | 11    | 3     | 7   | 5   | 9     | 2     | 10    | 4     | 6   |
| 110/100 metri ostacoli | Donne      | 11    | 10    | 9   | 12    | 1     | 2   | 4   | 5     | 3     | 7     | 8     | 6   |
| 400 m ostacoli         | Uomini     | 10    | 8     | 1   | 12    | 3     | 5   | 11  | 7     | 4     | 2     | 6     | 9   |
| 400 m ostacoli         | Donne      | 2     | 7     | 1   | 5     | 11    | 3   | 4   | 9     | 8     | 6     | 10    | 12  |
| Staffetta 4×100 metri  | Uomini     | 6     | 4     | 3   | 12    | 9     | 11  | 7   | 0     | 0     | 5     | 10    | 8   |
| Staffetta 4×100 metri  | Donne      | 11    | 3     | 7   | 12    | 6     | 0   | 10  | 5     | 2     | 8     | 9     | 4   |
| Staffetta 4×400 metri  | Uomini     | 10    | 8     | 1   | 12    | 5     | 3   | 7   | 11    | 4     | 2     | 6     | 9   |
| Staffetta 4×400 metri  | Donne      | 2     | 7     | 1   | 5     | 11    | 3   | 4   | 9     | 8     | 6     | 10    | 12  |
| Salto in alto          | Uomini     | 2,5   | 6     | 12  | 10    | 2,5   | 7   | 4   | 8     | 9     | 5     | 11    | 1   |
| Salto in alto          | Donne      | 11    | 4,5   | 7   | 9,5   | 2     | 4,5 | 8   | 6     | 1     | 3     | 9,5   | 12  |
| Salto con l'asta       | Uomini     | 5     | 12    | 10  | 3     | 4     | 8   | 9   | 1,5   | 1,5   | 6,5   | 6,5   | 11  |
| Salto con l'asta       | Donne      | 9     | 8     | 7   | 11    | 10    | 4   | 6   | 2     | 5     | 1     | 3     | 12  |
| Salto in lungo         | Uomini     | 4     | 6     | 3   | 11    | 2     | 8   | 7   | 9     | 1     | 12    | 10    | 5   |
| Salto in lungo         | Donne      | 10    | 4     | 11  | 8     | 1     | 2   | 7   | 5     | 3     | 6     | 12    | 9   |
| Salto triplo           | Uomini     | 8     | 1     | 7   | 9     | 4     | 12  | 11  | 5     | 2     | 6     | 10    | 3   |
| Salto triplo           | Donne      | 4     | 8     | 2   | 3     | 0     | 12  | 9   | 11    | 6     | 7     | 10    | 5   |
| Getto del peso         | Uomini     | 1     | 10    | 2   | 4     | 5     | 7   | 8   | 12    | 6     | 3     | 11    | 9   |
| Getto del peso         | Donne      | 1     | 5     | 9   | 12    | 8     | 4   | 6   | 10    | 11    | 2     | 7     | 3   |
| Lancio del disco       | Uomini     | 12    | 8     | 10  | 9     | 7     | 4   | 3   | 11    | 5     | 2     | 1     | 6   |
| Lancio del disco       | Donne      | 2     | 5     | 7   | 11    | 6     | 3   | 4   | 10    | 9     | 12    | 1     | 8   |
| Lancio del martello    | Uomini     | 3     | 7     | 9   | 10    | 1     | 2   | 4   | 6     | 12    | 5     | 11    | 8   |
| Lancio del martello    | Donne      | 3     | 7     | 6   | 11    | 5     | 4   | 1   | 2     | 12    | 9     | 8     | 10  |
| Lancio del giavellotto | Uomini     | 8     | 7     | 9   | 10    | 2     | 6   | 3   | 11    | 1     | 12    | 4     | 5   |
| Lancio del giavellotto | Donne      | 5     | 12    | 3   | 7     | 11    | 9   | 4   | 8     | 2     | 6     | 1     | 10  |
| Paese                  | Paese      | AUT   | HRV   | CYP | HUN   | ISL   | ISR | LVA | LTU   | MDA   | SRB   | SVK   | SVN |
| Totale                 | Totale     | 240,5 | 253,5 | 258 | 372,5 | 181,5 | 242 | 258 | 298,5 | 168,5 | 238,5 | 306,5 | 296 |

### Risultati

#### Uomini
| Specialità | Oro                                                          | Prestazione | Argento                                                                  | Prestazione | Bronzo                                                             | Prestazione |
| Corse piane |                                                              |             |                                                                          |             |                                                                    |             |
| 100 metri | Ján Volko Slovacchia                                         | 10"21       | Rytis Sakalauskas Lituania                                               | 10"30       | Zvonimir Ivašković Croazia                                         | 10"44       |
| 200 metri | Luka Janežič Slovenia                                        | 20"60       | Ján Volko Slovacchia                                                     | 20"61       | Imri Persiado Israele                                              | 21"09       |
| 400 metri | Luka Janežič Slovenia                                        | 45"47       | Jānis Leitis Lettonia                                                    | 45"60       | Donald Sanford Israele                                             | 45"76       |
| 800 metri | Žan Rudolf Slovenia                                          | 1'47"87     | Benediktas Mickus Lituania                                               | 1'48"34     | Matus Talan Slovacchia                                             | 1'48"42     |
| 1.500 metri | Simas Bertašius Lituania                                     | 3'44"59     | Jozef Repčík Slovacchia                                                  | 3'44"77     | Benjamin Kovács Ungheria                                           | 3'44"81     |
| 3.000 metri | Benjamin Kovács Ungheria                                     | 8'07"25     | Simas Bertašius Lituania                                                 | 8'07"27     | Amine Khadiri Cipro                                                | 8'10"98     |
| 5.000 metri | Amine Khadiri Cipro                                          | 14'13"22    | István Szögi Ungheria                                                    | 14'13"88    | Peter Durec Slovacchia                                             | 14'14"22    |
| Corse a ostacoli |                                                              |             |                                                                          |             |                                                                    |             |
| 3000 metri siepi | Justinas Beržanskis Lituania                                 | 8'53"29     | Balázs Juhász Ungheria                                                   | 8'53"77     | Edgars Sumskis Lettonia                                            | 8'54"66     |
| 110 metri ostacoli | Milan Trajkovic Cipro                                        | 13"31 =     | Balázs Baji Ungheria                                                     | 13"39       | Milan Ristić Serbia                                                | 13"49       |
| 400 metri ostacoli | Tibor Koroknai Ungheria                                      | 49"74       | Janis Baltuss Lettonia                                                   | 50"98       | Dominik Hufnagl Austria                                            | 51"04       |
| Staffette |                                                              |             |                                                                          |             |                                                                    |             |
| Staffetta 4x100 m | Ungheria Dániel Szabó Zalán Kádasi László Szabó Tamás Máté   | 39"97       | Israele                                                                  | 40"18       | Slovacchia                                                         | 40"35       |
| Staffetta 4x400 m | Slovenia Gregor Grahovac Luka Janežič Zan Rudolf Jure Grkman | 3'08"56     | Lettonia Austris Karpinskis Maksims Sinčukovs Jānis Baltuss Jānis Leitis | 3'08"65     | Croazia Mateo Parlov Mateo Kovačić Gabrijel Stojanović Mateo Ružić | 3'09"27     |
| Salti |                                                              |             |                                                                          |             |                                                                    |             |
| Salto in alto | Vasilios Constantinou Cipro                                  | 2,21 m      | Matúš Bubeník Slovacchia                                                 | 2,19 m      | Péter Bakosi Ungheria                                              | 2,16 m      |
| Salto con l'asta | Ivan Horvat Croazia                                          | 5,70 m =    | Robert Renner Slovenia                                                   | 5,50 m      | Nikandros Stylianou Cipro                                          | 5,40 m      |
| Salto in lungo | Lazar Anic Serbia                                            | 7,91 m      | István Virovecz Ungheria                                                 | 7,70 m      | Tomáš Veszelka Slovacchia                                          | 7,67 m      |
| Salto triplo | Tom Yaacobov Israele                                         | 16,38 m     | Elvijs Misāns Lettonia                                                   | 16,27 m     | Tomáš Veszelka Slovacchia                                          | 15,79 m     |
| Lanci |                                                              |             |                                                                          |             |                                                                    |             |
| Getto del peso | Šarūnas Banevičius Lituania                                  | 19,29 m     | Matúš Olej Slovacchia                                                    | 18,01 m     | Matija Carek Croazia                                               | 17,96 m     |
| Lancio del disco | Lukas Weißhaidinger Austria                                  | 65,66 m     | Andrius Gudžius Lituania                                                 | 65,21 m     | Apostolos Parellīs Cipro                                           | 63,49 m     |
| Lancio del martello | Serghei Marghiev Moldavia                                    | 73,37 m     | Marcel Lomnický Slovacchia                                               | 73,26 m     | Bence Halász Ungheria                                              | 72,87 m     |
| Lancio del giavellotto | Andrian Mardare Moldavia                                     | 83,93 m     | Edis Matusevičius Lituania                                               | 80,09 m     | Norbert Rivasz-Tóth Ungheria                                       | 76,25 m     |
| miglior prestazione mondiale under 20; miglior prestazione mondiale stagionale under 20; record europeo; miglior prestazione europea stagionale; record europeo under 20; record europeo stagionale under 20; record dei campionati; record nazionale; record nazionale under 20; record nazionale under 18; record personale; record personale stagionale. |                                                              |             |                                                                          |             |                                                                    |             |

#### Donne
| Specialità | Oro                                                                | Prestazione | Argento                              | Prestazione | Bronzo                                            | Prestazione |
| Corse piane |                                                                    |             |                                      |             |                                                   |             |
| 100 metri | Viola Kleiser Austria                                              | 11"53       | Zorana Barjaktarovic Serbia          | 11"53       | Alexandra Bezeková Slovacchia                     | 11"54       |
| 200 metri | Eleni Artymata Cipro                                               | 23"39       | Alexandra Bezeková Slovacchia        | 23"52       | Agata Zupin Slovenia                              | 23"57       |
| 400 metri | Iveta Putalová Slovacchia                                          | 52"45       | Eleni Artymata Cipro                 | 52"48       | Tamara Salaški Serbia                             | 52"55       |
| 800 metri | Aníta Hinriksdóttir Islanda                                        | 2'02"57     | Bianka Kéri Ungheria                 | 2'03"22     | Eglė Balčiūnaitė Lituania                         | 2'03"65     |
| 1.500 metri | Amela Terzić Serbia                                                | 4'15"93     | Natalija Piliušina Lituania          | 4'19"00     | Viktória Gyürkes Ungheria                         | 4'19"10     |
| 3.000 metri | Amela Terzić Serbia                                                | 9'15"85     | Viktória Gyürkes Ungheria            | 9'17"97     | Maruša Mišmaš Slovenia                            | 9'18"90     |
| 5.000 metri | Krisztina Papp Ungheria                                            | 16'17"99    | Lonah Chemtai Korlima Israele        | 16'19"90    | Matea Matošević Croazia                           | 16'24"54    |
| Corse a ostacoli |                                                                    |             |                                      |             |                                                   |             |
| 3000 metri siepi | Zita Kácser Ungheria                                               | 10'06"80    | Adva Cohen Israele                   | 10'12"95    | Lora Ontl Croazia                                 | 10'39"37    |
| 100 metri ostacoli | Gréta Kerekes Ungheria                                             | 13"17       | Stephanie Bendrat Austria            | 13"20       | Ivana Lončarek Croazia                            | 13"38       |
| 400 metri ostacoli | Agata Zupin Slovenia                                               | 56"80       | Arna Stefania Gudmundsdottir Islanda | 57"00       | Daniela Ledecká Slovacchia                        | 59"06       |
| Staffette |                                                                    |             |                                      |             |                                                   |             |
| Staffetta 4x100 m | Ungheria Fanny Schmelcz Éva Kaptur Gréta Kerekes Anasztázia Nguyen | 44"81       | Austria                              | 45"16       | Lettonia                                          | 45"29       |
| Staffetta 4x400 m | Slovacchia                                                         | 3'34"05     | Slovenia                             | 3'34"19     | Lituania                                          | 3'35"69     |
| Salti |                                                                    |             |                                      |             |                                                   |             |
| Salto in alto | Maruša Černjul Slovenia                                            | 1,88 m      | Ekaterina Krasovski Austria          | 1,82 m      | Daniela Ledecka Slovacchia Barbara Szabó Ungheria | 1,79 m      |
| Salto con l'asta | Tina Šutej Slovenia                                                | 4,55 m      | Zsófia Siskó Ungheria                | 4,20 m      | Hulda Thorsteinsdóttir Islanda                    | 4,05 m      |
| Salto in lungo | Jana Velďáková Slovacchia                                          | 6,55 m      | Nektaria Panagi Cipro                | 6,40 m      | Ivona Dadic Austria                               | 6,33 m      |
| Salto triplo | Hanna Knyazyeva-Minenko Israele                                    | 14,17 m     | Dovilė Dzindzaletaitė Lituania       | 13,97 m     | Dana Velďáková Slovacchia                         | 13,66 m     |
| Lanci |                                                                    |             |                                      |             |                                                   |             |
| Getto del peso | Anita Márton Ungheria                                              | 18,09 m     | Dimitriana Surdu Moldavia            | 17,10 m     | Austra Skujytė Lituania                           | 16,20 m     |
| Lancio del disco | Dragana Tomašević Serbia                                           | 59,47 m     | Anita Márton Ungheria                | 55,55 m     | Zinaida Sendriūtė Lituania                        | 53,20 m     |
| Lancio del martello | Zalina Petrivskaya Moldavia                                        | 71,99 m     | Réka Gyurátz Ungheria                | 70,09 m     | Claudia Stravs Slovenia                           | 62,57 m     |
| Lancio del giavellotto | Sara Kolak Croazia                                                 | 61,06 m     | Ásdís Hjálmsdóttir Islanda           | 60,67 m     | Martina Ratej Slovenia                            | 60,64 m     |
| miglior prestazione mondiale under 20; miglior prestazione mondiale stagionale under 20; record europeo; miglior prestazione europea stagionale; record europeo under 20; record europeo stagionale under 20; record dei campionati; record nazionale; record nazionale under 20; record nazionale under 18; record personale; record personale stagionale. |                                                                    |             |                                      |             |                                                   |             |

## Third League

### Classifica
| Pos. | Nazione              | Punti | Note                      |
| ---- | -------------------- | ----- | ------------------------- |
| 1    | Lussemburgo          | 318   | Promosse in Second League |
| 2    | Georgia              | 262   | Promosse in Second League |
| 3    | Malta                | 261,5 | Promosse in Second League |
| 4    | Bosnia ed Erzegovina | 261   |                           |
| 5    | Montenegro           | 243,5 |                           |
| 6    | Armenia              | 217   |                           |
| 7    | Macedonia            | 179   |                           |
| 8    | Andorra              | 132   |                           |
| 9    | AASSE                | 118   |                           |
| 10   | Azerbaigian          | 90    |                           |

### Tabella punti
| Specialità             | Specialità | AASSE | AND | ARM | AZE | BIH | GEO | LUX | MKD 1995-2019 | MLT   | MNE   |
| ---------------------- | ---------- | ----- | --- | --- | --- | --- | --- | --- | ------------- | ----- | ----- |
| 100 metri              | Uomini     | 3     | 4   | 2   | 0   | 9   | 10  | 6   | 7             | 8     | 5     |
| 100 metri              | Donne      | 3     | 1   | 5   | 8   | 4   | 2   | 9   | 6             | 10    | 7     |
| 200 metri              | Uomini     | 4     | 1   | 2   | 3   | 10  | 9   | 8   | 6             | 5     | 7     |
| 200 metri              | Donne      | 2     | 1   | 8   | 9   | 7   | 3   | 5   | 6             | 10    | 4     |
| 400 metri              | Uomini     | 3     | 1   | 8   | 7   | 4   | 10  | 9   | 2             | 5     | 6     |
| 400 metri              | Donne      | 4     | 2   | 7   | 0   | 10  | 3   | 6   | 8             | 9     | 5     |
| 800 metri              | Uomini     | 2     | 9   | 8   | 0   | 10  | 7   | 6   | 3             | 4     | 5     |
| 800 metri              | Donne      | 0     | 3   | 8   | 0   | 9   | 6   | 10  | 4             | 7     | 5     |
| 1.500 metri            | Uomini     | 5     | 6   | 9   | 0   | 8   | 7   | 10  | 4             | 3     | 2     |
| 1.500 metri            | Donne      | 0     | 3   | 8   | 0   | 9   | 7   | 10  | 4             | 6     | 5     |
| 3.000 metri            | Uomini     | 4     | 6   | 8   | 0   | 10  | 9   | 7   | 0             | 5     | 3     |
| 3.000 metri            | Donne      | 2     | 3   | 7   | 0   | 6   | 4   | 9   | 5             | 8     | 10    |
| 5.000 metri            | Uomini     | 3     | 6   | 0   | 0   | 10  | 8   | 9   | 5             | 7     | 4     |
| 5.000 metri            | Donne      | 0     | 4   | 0   | 0   | 6   | 5   | 8   | 7             | 9     | 10    |
| 3.000 metri siepi      | Uomini     | 6     | 7   | 10  | 0   | 8   | 9   | 5   | 3             | 4     | 2     |
| 3.000 metri siepi      | Donne      | 0     | 0   | 9   | 0   | 6   | 7   | 10  | 5             | 8     | 4     |
| 110/100 metri ostacoli | Uomini     | 4     | 1   | 5   | 10  | 3   | 2   | 9   | 6             | 8     | 7     |
| 110/100 metri ostacoli | Donne      | 0     | 6   | 7   | 0   | 4   | 3   | 10  | 5             | 9     | 8     |
| 400 metri ostacoli     | Uomini     | 10    | 4   | 7   | 0   | 8   | 3   | 9   | 5             | 6     | 2     |
| 400 metri ostacoli     | Donne      | 7     | 0   | 8   | 0   | 0   | 4   | 9   | 10            | 6     | 5     |
| Staffetta 4×100 metri  | Uomini     | 5     | 3   | 4   | 0   | 0   | 7   | 10  | 6             | 9     | 8     |
| Staffetta 4×100 metri  | Donne      | 1     | 2   | 6   | 8   | 4   | 3   | 10  | 5             | 9     | 7     |
| Staffetta 4×400 metri  | Uomini     | 5     | 3   | 0   | 0   | 9   | 8   | 10  | 4             | 6     | 7     |
| Staffetta 4×400 metri  | Donne      | 0     | 4   | 0   | 0   | 9   | 5   | 10  | 6             | 8     | 7     |
| Salto in alto          | Uomini     | 9     | 2   | 0   | 6   | 7   | 10  | 8   | 5             | 3,5   | 3,5   |
| Salto in alto          | Donne      | 7     | 5   | 2   | 0   | 8   | 6   | 9   | 4             | 3     | 10    |
| Salto con l'asta       | Uomini     | 0     | 0   | 0   | 0   | 0   | 9   | 10  | 0             | 7     | 8     |
| Salto con l'asta       | Donne      | 9     | 7   | 0   | 0   | 0   | 0   | 8   | 0             | 10    | 0     |
| Salto in lungo         | Uomini     | 2     | 3   | 6   | 7   | 4   | 9   | 10  | 5             | 8     | 1     |
| Salto in lungo         | Donne      | 3     | 2   | 6   | 8   | 9   | 1   | 4   | 7             | 5     | 10    |
| Salto triplo           | Uomini     | 0     | 3   | 10  | 0   | 7   | 9   | 4   | 5             | 8     | 6     |
| Salto triplo           | Donne      | 1     | 3   | 8   | 10  | 5   | 9   | 4   | 2             | 7     | 6     |
| Getto del peso         | Uomini     | 0     | 3   | 6   | 4   | 10  | 7   | 9   | 5             | 0     | 8     |
| Getto del peso         | Donne      | 3     | 2   | 6   | 0   | 8   | 9   | 7   | 4             | 5     | 10    |
| Lancio del disco       | Uomini     | 0     | 4   | 8   | 0   | 6   | 9   | 5   | 3             | 7     | 10    |
| Lancio del disco       | Donne      | 5     | 2   | 7   | 0   | 8   | 9   | 3   | 4             | 6     | 10    |
| Lancio del martello    | Uomini     | 0     | 5   | 4   | 0   | 9   | 10  | 6   | 3             | 8     | 7     |
| Lancio del martello    | Donne      | 1     | 3   | 6   | 10  | 9   | 8   | 7   | 2             | 5     | 4     |
| Lancio del giavellotto | Uomini     | 0     | 5   | 8   | 0   | 3   | 9   | 10  | 6             | 4     | 7     |
| Lancio del giavellotto | Donne      | 5     | 3   | 4   | 0   | 10  | 7   | 9   | 2             | 6     | 8     |
| Paese                  | Paese      | AASSE | AND | ARM | AZE | BIH | GEO | LUX | MKD 1995-2019 | MLT   | MNE   |
| Totale                 | Totale     | 118   | 132 | 217 | 90  | 266 | 262 | 317 | 179           | 261,5 | 243,5 |

### Risultati

#### Uomini
| Specialità | Oro                                                                   | Prestazione | Argento                                                                                      | Prestazione | Bronzo                                                                  | Prestazione |
| Corse piane |                                                                       |             |                                                                                              |             |                                                                         |             |
| 100 metri | Bachana Khorava Georgia                                               | 10"76       | Damir Redžepagić Bosnia ed Erzegovina                                                        | 10"95       | Luke Bezzina Malta                                                      | 10"99       |
| 200 metri | Damir Redžepagić Bosnia ed Erzegovina                                 | 21"60       | Bachana Khorava Georgia                                                                      | 22"17       | Olivier Boussong Lussemburgo                                            | 22"33       |
| 400 metri | Mindia Endeladze Georgia                                              | 48"22       | Vincent Karger Lussemburgo                                                                   | 48"31       | Tigran Mkrtchyan Armenia                                                | 48"81       |
| 800 metri | Abedin Mujezinović Bosnia ed Erzegovina                               | 1'51"89     | Pol Moya Andorra                                                                             | 1'52"48     | Tigran Mkrtchyan Armenia                                                | 1'53"78     |
| 1.500 metri | Charles Grethen Lussemburgo                                           | 3'50"72     | Yervand Mkrtchyan Armenia                                                                    | 3'52"67     | Stefan Ćuković Bosnia ed Erzegovina                                     | 3'54"72     |
| 3.000 metri | Osman Junuzović Bosnia ed Erzegovina                                  | 8'26"77     | Daviti Kharazishvili Georgia                                                                 | 8'30"57     | Yervand Mkrtchyan Armenia                                               | 8'32"49     |
| 5.000 metri | Osman Junuzović Bosnia ed Erzegovina                                  | 14'56"90    | Pol Mellina Lussemburgo                                                                      | 15'00"13    | Daviti Kharazishvili Georgia                                            | 15'16"44    |
| Corse a ostacoli |                                                                       |             |                                                                                              |             |                                                                         |             |
| 3000 metri siepi | Yervand Mkrtchyan Armenia                                             | 9'09"78     | Saba Khvichava Georgia                                                                       | 9'19"94     | Belmin Mrkanović Bosnia ed Erzegovina                                   | 9'24"68     |
| 110 metri ostacoli | Rahib Mammadov Azerbaigian                                            | 14"13       | François Grailet Lussemburgo                                                                 | 14"88       | Daniel Saliba Malta                                                     | 15"87       |
| 400 metri ostacoli | Andrea Ercolani Volta AASSE ( San Marino)                             | 52"63       | Jacques Frisch Lussemburgo                                                                   | 53"23       | Rusmir Malkočević Bosnia ed Erzegovina                                  | 54"03       |
| Staffette |                                                                       |             |                                                                                              |             |                                                                         |             |
| Staffetta 4x100 m | Lussemburgo Felix Jenn Olivier Boussong Pol Bidaine François Grailet  | 42"04       | Malta Julian Mifsud Steve Camilleri Luke Bezzina Omar Elaida                                 | 42"25       | Montenegro Emir Ćatović Srđan Marić Milan Nikolić Kristian Subotić      | 42"35       |
| Staffetta 4x400 m | Lussemburgo Max Juncker Vincent Karger Philippe Hilger Jacques Frisch | 3'14"78     | Bosnia ed Erzegovina Damir Radzepagić Borislav Dragoljević Stefan Ćuković Abedin Mujezinović | 3'16"75     | Georgia Andranik Matinian Davit Lukava Mindia Endaladze Bachana Khorava | 3'19"12     |
| Salti |                                                                       |             |                                                                                              |             |                                                                         |             |
| Salto in alto | Zurab Gogochuri Georgia                                               | 2,14 m      | Eugenio Rossi AASSE ( San Marino)                                                            | 2,10 m      | Kevin Rutare Lussemburgo                                                | 2,10 m      |
| Salto con l'asta | Christophe Tironi Lussemburgo                                         | 4,51 m      | Saba Soselia Georgia                                                                         | 4,36 m      | Miloš Popović Montenegro                                                | 3,91 m      |
| Salto in lungo | François Grailet Lussemburgo                                          | 7,58 m      | Lasha Torgvaidze Georgia                                                                     | 7,55 m      | Ian Paul Grech Malta                                                    | 7,03 m      |
| Salto triplo | Levon Aghasyan Armenia                                                | 15,91 m     | Goga Maglakelidze Georgia                                                                    | 15,10 m     | Ian Paul Grech Malta                                                    | 13,99 m     |
| Lanci |                                                                       |             |                                                                                              |             |                                                                         |             |
| Getto del peso | Hamza Alić Bosnia ed Erzegovina                                       | 19,84 m     | Bob Bertemes Lussemburgo                                                                     | 18,92 m     | Tomaš Đurović Montenegro                                                | 18,48 m     |
| Lancio del disco | Ivan Kukuličić Montenegro                                             | 54,42 m     | Giorgi Mujaridze Georgia                                                                     | 47,66 m     | Manuk Manukyan Armenia                                                  | 47,52 m     |
| Lancio del martello | Goga Tchikhvaria Georgia                                              | 61,41 m     | Ervin Posavljak Bosnia ed Erzegovina                                                         | 49,44 m     | Mario Mifsud Malta                                                      | 47,61 m     |
| Lancio del giavellotto | Tom Reuter Lussemburgo                                                | 70,29 m     | Ro Tchintcharauli Georgia                                                                    | 68,20 m     | Melik Janoyan Armenia                                                   | 58,12 m     |
| miglior prestazione mondiale under 20; miglior prestazione mondiale stagionale under 20; record europeo; miglior prestazione europea stagionale; record europeo under 20; record europeo stagionale under 20; record dei campionati; record nazionale; record nazionale under 20; record nazionale under 18; record personale; record personale stagionale. |                                                                       |             |                                                                                              |             |                                                                         |             |

#### Donne
| Specialità | Oro                                                                              | Prestazione | Argento                                                                     | Prestazione | Bronzo                                                                             | Prestazione |
| Corse piane |                                                                                  |             |                                                                             |             |                                                                                    |             |
| 100 metri | Charlotte Wingfield Malta                                                        | 11"81       | Patrizia van der Weken Lussemburgo                                          | 11"89       | Zakiyya Hasanova Azerbaigian                                                       | 12"10       |
| 200 metri | Charlotte Wingfield Malta                                                        | 24"37       | Zakiyya Hasanova Azerbaigian                                                | 24"58       | Gayane Chiloyan Armenia                                                            | 24"73       |
| 400 metri | Alisa Bečić Bosnia ed Erzegovina                                                 | 55"12       | Janet Richard Malta                                                         | 56"42       | Katerina Timčevska Macedonia                                                       | 57"67       |
| 800 metri | Charline Mathias Lussemburgo                                                     | 2'07"81     | Selma Zrnić Bosnia ed Erzegovina                                            | 2'10"38     | Lilit Harutyunyan Armenia                                                          | 2'12"24     |
| 1.500 metri | Vera Hoffmann Lussemburgo                                                        | 4'28"77     | Jelena Gagić Bosnia ed Erzegovina                                           | 4'43"06     | Lilit Harutyunyan Armenia                                                          | 4'45"90     |
| 3.000 metri | Slađana Perunović Montenegro                                                     | 9'46"64     | Martine Nobili Lussemburgo                                                  | 10'00"59    | Lisa Marie Bezzina Malta                                                           | 10'06"96    |
| 5.000 metri | Slađana Perunović Montenegro                                                     | 17'12"40    | Roberta Schembri Malta                                                      | 18'11"62    | Martine Mellina Lussemburgo                                                        | 18'21"82    |
| Corse a ostacoli |                                                                                  |             |                                                                             |             |                                                                                    |             |
| 3000 metri siepi | Liz Weiler Lussemburgo                                                           | 11'14"54    | Ellada Alaverdyan Armenia                                                   | 11'19"33    | Monalisa Camilleri Malta                                                           | 11'19"60    |
| 100 metri ostacoli | Victoria Rausch Lussemburgo                                                      | 15"01       | Rebecca Fitz Malta                                                          | 15"92       | Ljiljana Matović Montenegro                                                        | 16"46       |
| 400 metri ostacoli | Drita Islami Macedonia                                                           | 59"69       | Kim Reuland Lussemburgo                                                     | 1'02"05     | Ellada Alaverdyan Armenia                                                          | 1'04"11     |
| Staffette |                                                                                  |             |                                                                             |             |                                                                                    |             |
| Staffetta 4x100 m | Lussemburgo Victoria Rausch Patrizia van der Weken Tiffany Tshilumba Anais Bauer | 46"38       | Malta Sarah Busuttil Annalise Vassallo Rachel Fitz Charlotte Wingfield      | 46"74       | Azerbaigian Nazan Azmammadi Yelena Pekhtireva Alyona Kheyrutdinov Zakiyya Hasanova | 47"36       |
| Staffetta 4x400 m | Lussemburgo Kim Reuland Anouk Zens Vera Hoffman Charline Mathias                 | 3'50"22     | Bosnia ed Erzegovina Milica Ožegović Selma Zrnić Katrina Lemez Jelena Gajić | 3'52"38     | Malta Sarah Busuttil Francesca Borg Nicole Attard Glivau Janet Richard             | 3'56"74     |
| Salti |                                                                                  |             |                                                                             |             |                                                                                    |             |
| Salto in alto | Marija Vuković Montenegro                                                        | 1,90 m      | Elodie Tshilumba Lussemburgo                                                | 1,84 m      | Sara Lucic Bosnia ed Erzegovina                                                    | 1,80 m      |
| Salto con l'asta | Peppyna Dalli Malta                                                              | 3,31 m      | Martina Muraccini AASSE                                                     | 3,31 m      | Lara Buekens Lussemburgo                                                           | 3,11 m      |
| Salto in lungo | Ljiljana Matović Montenegro                                                      | 5,64 m      | Katarina Ignjić Bosnia ed Erzegovina                                        | 5,59 m      | Yelena Pekhtireva Azerbaigian                                                      | 5,54 m      |
| Salto triplo | Yekaterina Sariyeva Azerbaigian                                                  | 12,79 m     | Iryna Mikituk Georgia                                                       | 12,56 m     | Yana Abrahamyan Armenia                                                            | 12,43 m     |
| Lanci |                                                                                  |             |                                                                             |             |                                                                                    |             |
| Getto del peso | Kristina Rakočević Montenegro                                                    | 14,56 m     | Salome Rigishvili Georgia                                                   | 14,48 m     | Gorana Tesanović Bosnia ed Erzegovina                                              | 12,86 m     |
| Lancio del disco | Kristina Rakočević Montenegro                                                    | 55,09 m     | Salome Rigishvili Georgia                                                   | 46,42 m     | Gorana Tesanović Bosnia ed Erzegovina                                              | 44,42 m     |
| Lancio del martello | Hanna Skydan Azerbaigian                                                         | 69,54 m     | Stefani Vukaljević Bosnia ed Erzegovina                                     | 54,67 m     | Nino Tsikvadze Georgia                                                             | 53,52 m     |
| Lancio del giavellotto | Vanja Spajić Bosnia ed Erzegovina                                                | 52,86 m     | Noémie Pleimling Lussemburgo                                                | 46,74 m     | Ana Bosković Montenegro                                                            | 41,51 m     |
| miglior prestazione mondiale under 20; miglior prestazione mondiale stagionale under 20; record europeo; miglior prestazione europea stagionale; record europeo under 20; record europeo stagionale under 20; record dei campionati; record nazionale; record nazionale under 20; record nazionale under 18; record personale; record personale stagionale. |                                                                                  |             |                                                                             |             |                                                                                    |             |